# Beatrice Bofia
Bản mẫu:Infobox NCAA athlete Beatrice Balana Bofia (sinh ngày 9 tháng 11 năm 1984 tại Bafia, Cameroon) là một cầu thủ bóng rổ của trường đại học người Mỹ gốc Cameroon, hiện đang chơi cho Đại học Arizona The Arizona Wildcats. Cô là chị gái sinh đôi của Suzy Bofia.
Với chiều cao 6 feet 7½ inch, Bofia thường được định vị là một trung tâm vì chiều cao tuyệt vời của cô. Beatrice cũng tạo cho mình sự khác biệt với khả năng dunk.

## Đầu đời
Bofia bắt đầu chơi bóng rổ từ năm 13 tuổi. Em gái của cô, Suzy, bắt đầu ngay sau đó. Sự nghiệp của cô đã dẫn cô đến chơi tại Trường Trung học Kỹ thuật trong hai năm ở Cameroon.

## Đại học Arizona
Sau đó cô theo học tại trường trung tâm Illinois ở Mỹ.

### Sinh viên năm nhất (2004-05)
Chuyển tiếp đại học từ Illinois Central, Bofia được cựu huấn luyện viên Arizona Joan Bonvicini tuyển dụng cùng với chị Suzy. Cô đã xuất hiện trong 29 trận đấu cho Wildcats trong mùa đầu tiên.

### Sinh viên năm hai (2005-06)
dưới thời huấn luyện viên trưởng Steve Garber, cô đã ghi trung bình 4,4 điểm và 3,5 rebound cho Cougars.

### Áo đỏ (2006-2007)
Đầu tháng 11 năm 2006, Beatrice bị chấn thương đầu gối nhẹ khiến cô phải rời sân trong vài tuần. Cô đã mặc áo đỏ và ngồi ngoài cả mùa giải 2006-2007. Cô đã trở lại mùa trước để trung bình ba điểm và ba rebound mỗi trận.

### Thiếu niên (2007-08)
Xuất hiện trong 29 trận đấu cho Wildcats trong mùa đầu tiên của cô với đội.

## Cặp song sinh nữ cao nhất
Beatrice và Suzy được coi là cặp song sinh nữ cao nhất thế giới. Tuy nhiên, Guinness World Records liệt kê các cầu thủ bóng chuyền Ann Recht và Claire Recht là người cao nhất. Kỷ lục này không còn bị tranh cãi vì chị em Recht được đo lại khi họ 18 tuổi vào năm 2006 và cả hai đều ít nhất 6'7 ". Kỷ lục này vẫn chưa được thử thách bởi chị em Bofia kể từ năm 2006.